# Завой (Ивано-Франковская область)
Заво́й (укр. Завій) — село в Новицкой сельской общине Калушского района Ивано-Франковской области Украины.
Население по переписи 2001 года составляло 2089 человек. Занимает площадь 26,5 км². Почтовый индекс — 77356. Телефонный код — 03472.